# 夢の蛇
『夢の蛇』（ゆめのへび、原題：Dreamsnake）は、アメリカの作家ヴォンダ・N・マッキンタイアによる長編SF小説。1978年に刊行され、1979年にヒューゴー賞、ネビュラ賞、ローカス賞を受賞した。本作のもととなったのは『アナログ』誌に掲載された1973年の中篇「霧と草と砂と」（Of Mist, and Grass, and Sand）で、1974年度のネビュラ賞ノヴェレット部門を受賞している。
日本ではOf Mist, and Grass, and Sandが「霧と草と砂と」の題名で『S-Fマガジン』1975年9月号に沢ゆり子の翻訳で掲載されている。また1983年にはDreamsnakeがサンリオSF文庫から友枝康子の翻訳で『夢の蛇』の題名で刊行され、1988年にハヤカワ文庫から再刊されている。

## 書誌情報（日本語訳）
- ヴォンダ・マッキンタイア『夢の蛇』友枝康子訳、解説：山田和子、装画：木嶋俊、サンリオSF文庫、1983年10月30日[7]
- ヴォンダ・N・マッキンタイア『夢の蛇』友枝康子訳、解説：大野万紀、カバー：上原徹、早川書房〈ハヤカワ文庫〉、1988年7月、ISBN 4150107807[8]